# Todd Kerns
Todd Kerns (Estevan, Saskatchewan; 5 de diciembre de 1967) es un músico canadiense que ha trabajado con varias bandas exitosas de ese país, sobre todo en Age of Electric. Kerns es actualmente el bajista de Slash.
Kerns formó el grupo Static of Stereo con su hermano John Kerns (también de Age of Electric), su hermano menor Ryan Kerns y el baterista Scott MacCargar. Lanzaron un álbum en 2002, titulado con el mismo nombre de la banda. La banda fue nominada para un Premio de la Música de Radio canadiense por "Mejor nuevo grupo" en 2002. Actualmente es guitarrista y vocalista del grupo Sin City Sinners (en Nevada, Las Vegas), junto con Brent Muscat, el exguitarrista de Faster Pussycat.